# Ruling
Ruling ist eine Weißweinsorte. Die 1955 entstandene Neuzüchtung ist eine Kreuzung von Grauburgunder (auch Ruländer genannt; als Muttersorte, ♀) und Riesling (als Vatersorte, ♂) durch August Herold an der Staatlichen Lehr- und Versuchsanstalt für Wein- und Obstbau in Weinsberg, Württemberg. Der Sortenschutz wurde 1985 erteilt. 
Der Ruling ist eine robuste, spätreifende Sorte, die markante, kräftige und füllige Weißweine erbringt. Ruling ist eine Varietät der Edlen Weinrebe (Vitis vinifera). Sie besitzt zwittrige Blüten und ist somit selbstfruchtend. Beim Weinbau wird der ökonomische Nachteil vermieden, keinen Ertrag liefernde, männliche Pflanzen anbauen zu müssen.
Synonyme: Zuchtstammnummer Weinsberg S 385
Abstammung: Ruländer x Riesling